# Манастирці
Манасти́рці (болг. Манастирци) — село в Разградській області Болгарії. Входить до складу общини Лозниця.

## Населення
За даними перепису населення 2011 року у селі проживали 288 осіб.
Національний склад населення села:
| Національність   | Кількість осіб | Відсоток |
| ---------------- | -------------- | -------- |
| болгари          | 105            | 51,2%    |
| турки            | 3              | 1,5%     |
| цигани           | 0              | 0%       |
| інша             | 0              | 0%       |
| не визначились   | 97             | 47,3%    |
| Всього відповіли | 205            |          |

Розподіл населення за віком у 2011 році:
Динаміка населення: